# Эхо планеты
«Эхо планеты» — общественно-политический журнал, еженедельно издававшийся ИТАР-ТАСС с 1988 года, был посвящён международной и внутренней политике, экономике и финансам, культурной жизни, спорту. Среди авторов — ведущие российские и международные эксперты, а также корреспонденты ИТАР-ТАСС по всему миру.
Журнал считался одним из самых качественных и интересных российских изданий, в нем публиковались статьи по разным темам о зарубежных странах: международная и внутренняя политика, финансы и экономика, культура и история, путешествия и спорт. Основное место в нем занимали материалы от корреспондентов ИТАР-ТАСС из более чем 50 стран. Журнал имел ежемесячное приложение «Музыкальный Олимп», который был первым музыкальным журналом в России. 
Первым главным редактором был американист Николай Сетунский. Затем его сменил китаист Юрий Певнев. После смерти Певнева, журнал возглавил Валентин Василец. В 2008 году главным редактором стал Эльмар Гусейнов.
Журнал распространялся по подписке, в розницу и по адресной рассылке (Госдума, Совет Федерации, ключевые министерства, ведомства и организации). Регионы распространения — российские города, страны СНГ и дальнего зарубежья.
Тираж — 26 200 экземпляров.
С мая 2009 года действует интернет-портал «ЭХО планеты», который в ежедневном режиме освещает важные события в России и мире.
В августе 2014 года вышел последний номер. Журнал закрылся.